# Aniak
Aniak (Anyaraq in lingua Yupik) è una città nella Census Area di Bethel in Alaska con una popolazione di 572 abitanti.

## Geografia fisica
Aniak si trova sulla riva sud del fiume Kuskokwim, 148 km a nord-est di Bethel e 510 km a ovest di Anchorage. Il Clima in estate è marittimo, con temperature fino ai 30 °C, d'inverno continentale, con temperature che possono arrivare a -45 °C.
Le precipitazioni medie annue si attestano sui 480 mm, mentre si arriva a nevicate annue intorno al 1,5 m.

## Storia

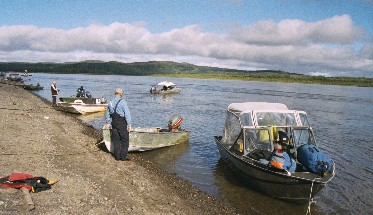
litorale del Fiume Kuskokwim presso Aniak

Aniak era il nome Yupik dato all'area circostante. La parola significa letteralmente "il luogo dove viene fuori", cioè dove il fiume Aniak sfocia nel Kuskokwim. Quando gli esploratori russi iniziarono ad avere contatti con la popolazione autoctona della valle all'inizio del XIX secolo, il villaggio originario di Aniak era stato abbandonato.
I cercatori d'oro del XX secolo credevano che furono i commercianti russi a scoprire l'oro nell'affluente del Fiume Kuskokwim chiamato “Fiume Giallo” nel 1832. Molti pensano che il Fiume Giallo a cui si fa riferimento sia il Fiume Aniak.
Un deposito di mercurio fu scoperto da parte dei commercianti russi nei pressi della stazione commerciale chiamata Kolmakov Redoubt, 35 km a est di Aniak nel 1838.. L'oro fu anche trovato presso New York Creek, 48 km a est di Aniak, nel 1844.. I russi però non fecero nessun tentativo serio nell'estrazione dell'oro e fu solo dopo l’acquisto dell’Alaska del 1867 da parte degli Stati Uniti che i cercatori americani iniziarono a sondare attivamente il fiume Kuskokwim alla ricerca di oro. L'attività era comunque limitata a causa delle grandi distanze fra una stazione di sosta e l'altra e la mancanza di infrastrutture.
L'euforia causata dalla corsa all’oro nel Klondike del 1897-98 avrebbe posto le basi per un cambiamento con migliaia di cercatori pronti a accorrere alle prime voci di scoperte di nuovi giacimenti d'oro. Un esempio fu quando, nel 1900, si ebbe notizia della scoperta di oro nel Fiume Giallo: molti cercatori lasciarono Nome per avventurarsi lungo il fiume Kuskokwim senza sapere esattamente dove era stato ritrovato l'oro. Fra molte difficoltà, anche a causa dell'inverno molto rigido del 1901, molti cercatori tornarono a Nome. Nel 1906 la scoperta di oro alla foce del Fiume Innoko, affluente del Fiume Yukon, causò un'altra corsa all'oro. Molti cercatori scelsero di arrivarci attraverso il fiume Kuskokwim tanto che fu necessario istituire un servizio di battelli. Con il servizio fluviale ora disponibile, attività di ricerca si spostò sul bacino del fiume Kuskokwim. Si registrano alcune scoperte a Crooked Creek, lungo il fiume George, a New York Creek e lungo il Fiume Aniak: nonostante la maggior parte di queste scoperte era poca cosa, il traffico sul fiume Kuskokwim aumentò costantemente.
Nel 1910, un cercatore solitario chiamato "Old Man" Keeler, riferì di aver trovato oro nel bacino del fiume Aniak. Nel 1911, tre cercatori, Harry Buhro, EW "Kid" Fisher, e Fred Labelle, che aveva lavorato nella zona del fiume George, decisero di provare a cercare l'oro nel bacino del fiume presso le insenature Marvel, Fisher e Dome. 
Inizialmente i cercatori raggiungevano questi siti con delle barche, ma il viaggio era molto difficoltoso a causa della pericolosità delle sue acque. Nel 1914 si incominciò a costruire una pista per gatti delle nevi lunga 110 km con partenza appena a sud del villaggio di Aniak.
Nello stesso anno, Tom L. Johnson, si stabilì presso il sito del villaggio abbandonato di Aniak aprendo un negozio e l'ufficio postale. Altre famiglie accorsero dai villaggi limitrofi verso Aniak. Nel 1936 fu creata la scuola. Nel 1939, con lo scopo di aiutare i Russi con materiale bellico durante la II Guerra Mondiale, fu costruito un campo di aviazione: questo favorì Aniak che divenne il centro dei trasporti verso i villaggi della zona. Nel 1956, durante la Guerra Fredda, fu costruita una stazione di ascolto portando soldi, lavoro e le comunicazioni con la posa del primo telefono. 
Anche la popolazione di Aniak raddoppiò velocemente: da 142 nel 1950 a 308 abitanti nel 1960. Il censimento del 2000 portava il numero degli abitanti a 572.